# ベリックシャー統監
ベリックシャー統監（ベリックシャーとうかん、英語: Lord Lieutenant of Berwickshire）は、イギリスの官職。統監の1つで、ベリックシャーを担当する。1789年に勃発したフランス革命がヨーロッパ諸国に飛び火するとともに1792年にはスコットランド各地で暴動がおこり、地方政府の対応に不満を感じたイギリス政府は1794年にイングランドの統監職をスコットランドでも常設職として設立した。

## 一覧
- 1794年3月17日 – 1841年10月20日：第10代ヒューム伯爵アレクサンダー・ラミー＝ヒューム[2]
- 1841年11月2日 – 1860年8月22日：第9代ローダーデイル伯爵ジェームズ・メイトランド（英語版）[2][3]
- 1860年12月10日 – 1873年6月19日：デイヴィッド・ロバートソン（英語版）（のち初代マージョリーバンクス男爵）[2][4]
- 1873年7月9日 – 1879年4月23日：第6代ロクスバラ公爵ジェームズ・イニス＝カー[2][5]
- 1879年6月20日 – 1890年：ダングラス卿チャールズ・ダグラス＝ヒューム（のち第12代ヒューム伯爵）[2][6]
- 1890年3月4日 – 1901年1月：第13代ローダーデイル伯爵フレデリック・メイトランド[2][7]
- 1901年1月5日 – 1917年1月12日：ビニング卿ジョージ・ベイリー＝ハミルトン（英語版）[2][8]
- 1917年5月30日 – 1921年8月31日：チャールズ・バルフォア（英語版）[2][9]
- 1922年1月23日 – 1930年8月25日：チャールズ・ホープ[2][10]
- 1930年12月8日 – 1951年7月11日：第13代ヒューム伯爵チャールズ・ダグラス＝ヒューム[2][11]
- 1952年1月11日 – 1969年：第12代ハディントン伯爵ジョージ・ベイリー＝ハミルトン（英語版）[2][12]
- 1969年10月13日 – 1989年：サー・ウィリアム・バートラム・スワン（英語版）[2][13]
- 1989年10月10日 – 2000年：サー・ジョン・スウィントン（英語版）[2]
- 2000年9月20日 – 2014年2月20日：アレグザンダー・リチャード・トロッター[2][14]
- 2014年4月25日 – ：ジニー・スワン[14]